# Detrík
Detrík é um município da Eslováquia, situado no distrito de Vranov nad Topľou, na região de Prešov. Tem 9,53 km² de área e sua população em 2018 foi estimada em 56 habitantes.

## Demografia
| Ano:        | 1994 | 2004    | 2014   | 2024   |
| ----------- | ---- | ------- | ------ | ------ |
| Broj ljudi: | 59   | 51      | 52     | 49     |
| Razlika:    |      | -13,55% | +1,96% | -5,76% |

| Ano:               | 2023 | 2024   |
| ------------------ | ---- | ------ |
| Número de pessoas: | 51   | 49     |
| Diferença:         |      | -3,92% |